# Aísa
Aísa és un municipi aragonès situat a la província d'Osca i enquadrat a la comarca de la Jacetània.